# Carmões
Carmões ist ein Ort und eine ehemalige Gemeinde (Freguesia) im portugiesischen Kreis Torres Vedras. Die Gemeinde hatte 828 Einwohner (Stand 30. Juni 2011).
Am 29. September 2013 wurden die Gemeinden Carmões und Carvoeira zur neuen Gemeinde União das Freguesias de Carvoeira e Carmões zusammengeschlossen.